# Sospensione condizionale della pena (Italia)
La sospensione condizionale della pena, colloquialmente la condizionale, è un istituto giuridico previsto dagli articoli 163-168 del codice penale italiano. Consiste nel rinviare l'esecuzione della pena inflitta a un reo, quando questa non supera i due anni di reclusione o arresto.

## Descrizione
La sospensione dura:
- cinque anni per i delitti;
- due anni per le contravvenzioni.

Se durante questo periodo la persona condannata non commette altri reati simili, il reato iniziale viene considerato estinto, e quindi la condanna (compresa ogni pena accessoria) non viene più eseguita.
La sospensione condizionale può essere concessa solo quando:
- la pena inflitta non supera i 2 anni di detenzione;
- il limite si alza a 2 anni e 6 mesi per chi ha tra 18 e 21 anni o più di 70 anni;
- arriva fino a 3 anni per i minori di 18 anni.

In genere può essere concessa una sola volta. Tuttavia, può essere concessa anche una seconda volta se, sommando la nuova pena a quella precedente, non si superano i limiti indicati sopra.
In casi particolari, se la pena inflitta non supera un anno e:
- il danno è stato completamente risarcito prima della sentenza di primo grado, oppure
- l’imputato si è attivato in modo spontaneo ed efficace per ridurre o eliminare le conseguenze negative del reato, oppure
- ha partecipato con esito positivo a programmi di giustizia riparativa,

il giudice può stabilire che la pena resti sospesa per un anno.
La sospensione può essere concessa solo se il giudice, valutando gli elementi del caso secondo l'articolo 133 del codice penale, ritiene che il colpevole non commetterà altri reati.
Il giudice può inoltre decidere di imporre alcune condizioni, come:
- il risarcimento del danno,
- l’eliminazione degli effetti del reato,
- la pubblicazione della sentenza ai sensi dell'articolo 36 del codice penale.

La sospensione può essere revocata se, durante il periodo di prova:
- il condannato commette un altro delitto o una contravvenzione dello stesso tipo, per cui riceve una pena detentiva;
- non rispetta gli obblighi imposti dal giudice (articolo 165 del codice penale);
- riceve un’altra condanna per un reato commesso in passato e, sommando le pene, si superano i limiti previsti dall'articolo 163 del codice penale